# أغنية القتل (رواية)
رواية أغنية القتل (بالإنجليزية: Murder Song)‏ هي رواية للكاتب الأسترالي جون كليري. نشرت عام 1990. وهي الرواية السابعة التي تضم المحقق في جرائم القتل في سيدني سكوبي مالون.